# Реали-Боско д'Олми-Тривио (Фрозиноне)
Реали-Боско д'Олми-Тривио је насеље у Италији у округу Фрозиноне, региону Лацио.
Према процени из 2011. у насељу је живело 326 становника. Насеље се налази на надморској висини од 109 м.